# Championnat de France de tennis 1908
Pour un article plus général, voir Internationaux de France de tennis.
Résultats détaillés de l’édition 1908 du championnat de France de tennis.

## Faits marquants
En 1908, le simple messieurs du championnat de France est remporté par Max Decugis.

## Palmarès
| Tableau          | Vainqueurs                      | Vainqueurs | Score                  | Finalistes     | Finalistes |
| ---------------- | ------------------------------- | ---------- | ---------------------- | -------------- | ---------- |
| Simple dames     | Kate Gillou Fenwick             | France     | 6-2 6-2                | A. Péan        | France     |
| Simple messieurs | Max Decugis                     | France     | 6-2, 6-1, 3-6, 10-8    | Maurice Germot | France     |
| Double dames     | Kate Gillou Cécile Matthey      | France     | abandon au dernier set |                |            |
| Double messieurs | Max Decugis Maurice Germot      | France     | 6-0, 6-4, 6-4          | Micard Béjot   | France     |
| Double mixte     | Kate Gillou Fenwick Max Decugis | France     |                        | A. Péan Micard | France     |

## Simple messieurs
|  |                |  |   |   |   |    |  |
|  | Finale         |  |   |   |   |    |  |
|  |                |  |   |   |   |    |  |
|  |                |  |   |   |   |    |  |
|  | Max Decugis    |  | 6 | 6 | 3 | 10 |  |
|  | Max Decugis    |  | 6 | 6 | 3 | 10 |  |
|  | Maurice Germot |  | 2 | 1 | 6 | 8  |  |

## Simple dames
La championne en titre 1907, la comtesse de Kermel, directement qualifiée pour le challenge round (grande finale) ne s'est pas alignée pour défendre son trophée.
La gagnante de la présente édition est donc celle qui a remporté la all comers' final, c'est-à-dire la finale du tableau préliminaire à élimination directe (en l'espèce Kate Gillou face à A. Péan).
|  |                   |  |   |   |  |
|  | All comers' final |  |   |   |  |
|  |                   |  |   |   |  |
|  |                   |  |   |   |  |
|  | Kate Gillou       |  | 6 | 6 |  |
|  | Kate Gillou       |  | 6 | 6 |  |
|  | A. Péan           |  | 2 | 2 |  |

## Double dames
|  |                            |  |  |  |  |
|  | Finale                     |  |  |  |  |
|  |                            |  |  |  |  |
|  |                            |  |  |  |  |
|  | Kate Gillou Cécile Matthey |  |  |  |  |
|  |                            |  |  |  |  |
|  |                            |  |  |  |  |

## Double mixte
|  |                         |  |  |  |  |
|  | Finale                  |  |  |  |  |
|  |                         |  |  |  |  |
|  |                         |  |  |  |  |
|  | Kate Gillou Max Decugis |  |  |  |  |
|  |                         |  |  |  |  |
|  | A. Péan Micard          |  |  |  |  |